# Bass Communion
Bass Communion è un progetto parallelo del musicista britannico Steven Wilson, frontman del gruppo musicale rock progressivo Porcupine Tree.

## Storia
Parallelamente all'attività con i Porcupine Tree, nella metà degli anni novanta Wilson ha creato un progetto solista le cui sonorità si direzionano verso la musica d'ambiente e la drone music, ispirandosi ad artisti musicali quali Tangerine Dream, Klaus Schulze e Conrad Schnitzler. Lo stesso Wilson ha spiegato che l'idea alla base di Bass Communion è quella rivisitare la musica cosmica tedesca. Bass Communion tuttavia non è la prima esperienza dell'artista con la musica elettronica: già nel 1983 Wilson si affacciò a tale genere attraverso gli Altamont, gruppo da lui fondato con Simon Vockings.
A partire dal 1998 Wilson ha pubblicato oltre dieci album in studio a nome Bass Communion, avvalendosi nel corso degli anni di alcuni collaboratori esterni come Dirk Serries, Muslimgauze, Robert Fripp e Theo Travis.

## Discografia

### Album in studio
- 1998 – Bass Communion
- 1999 – Bass Communion
- 1999 – Bass Communion v Muslimgauze (con Muslimgauze)
- 2001 – Bass Communion
- 2004 – Ghosts on Magnetic Tape
- 2005 – Indicates Void
- 2006 – Loss
- 2008 – Pacific Codex
- 2008 – Molotov and Haze
- 2011 – Cenotaph
- 2024 – The Itself of Itself

### Album dal vivo
- 2008 – Live in Mexico City (con Pig)
- 2009 – Chiaroscuro

### Colonne sonore
- 2021 – And No Birds Sing

### Raccolte
- 2006 – Bcvsmgcd (con Muslimgauze)
- 2014 – Bass Communion
- 2019 – Bass Communion/Freiband (con Freiband)
- 2019 – VL Tones (con Freiband)

### Album di remix
- 2003 – Reconstructions and Recycling
- 2003 – Jonathan Coleclough/Bass Communion/Colin Potter (con Jonathan Coleclough e Colin Potter)

### EP
- 2000 – Bass Communion v Muslimgauze EP (con Muslimgauze)
- 2004 – Dronework
- 2009 – Litany
- 2015 – Bass Communion/Freiband (con Freiband)
- 2017 – Sisters Oregon
- 2024 – Thief of Snow (1999)

### Singoli
- 2004 – Vajrayana/Aum Shinrikyo
- 2008 – Haze Shrapnel (con Freiband)
- 2008 – Fusilier/Pulse on Fire (con Fear Falls Burning)
- 2009 – Headwind/Tailwind (con Freiband)
- 2017 – The Next Room Parts I and II (con Freiband featuring Michael Esposito)